# Batman: Damned
Batman: Damned (en español, Batman: Condenado) es una historieta en forma de miniserie publicada por DC Comics bajo su sello editorial DC Black Label. Escrita por Brian Azzarello e ilustrada por Lee Bermejo, tiene una extensión de tres números, saliendo su primer número a la venta el 19 de septiembre de 2018. En Batman: Damned, Joker aparece muerto y Batman recluta a John Constantine para ayudarlo a resolver el crimen.

## Historia de la publicación

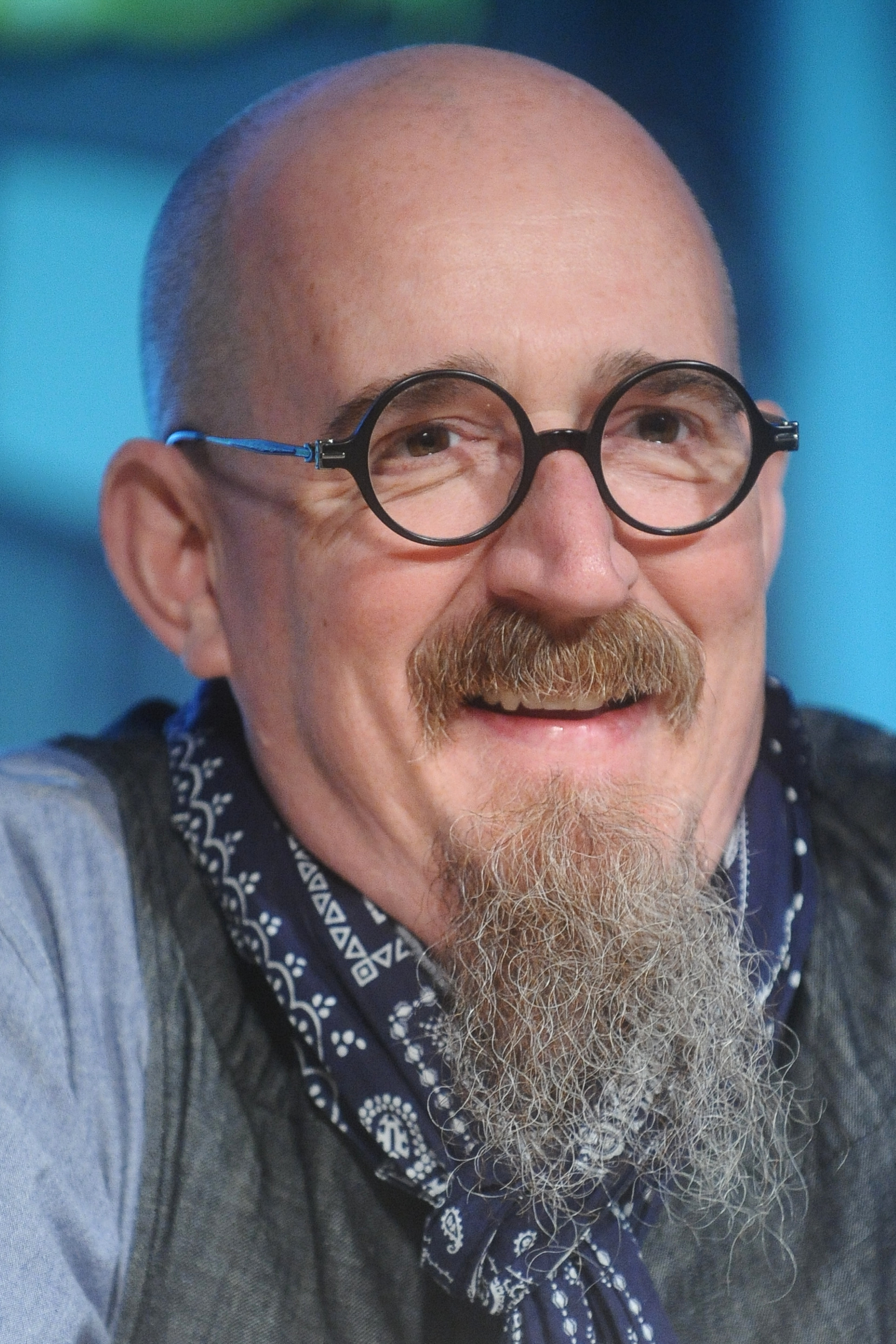
Brian Azzarello en Lucca Comics & Games 2016.

Batman: Damned está escrita por Brian Azzarello e ilustrada por Lee Bermejo, con arte de tapa de Bermejo y Jim Lee. Es publicada por DC Comics como una miniserie de tres números y es la primera publicación de su sello DC Black Label. Comenzó a publicarse el 19 de septiembre de 2018. Previamente, Azzarello y Bermejo crearon la novela gráfica Joker, para la cual Damned es, en esencia, una secuela. Como parte de la línea Black Label, Batman: Damned no tendrá ninguna conexión con otra historia de Batman. Esta historia tiene también elementos de horror sobrenatural.
El primer número generó controversia debido a una secuencia donde se expone, en las sombras, el pene de Batman. En respuesta a esto, DC Comics anunció que en futuras ediciones se oscurecerá la desnudez del personaje.

## Sinopsis
Batman: Damned transcurre en una continuidad diferente a la del universo DC tradicional. En esta historia, se descubre muerto a Joker en un puente de Gotham City y Batman es el principal sospechoso. Este le pide ayuda a John Constantine para resolver el misterio; juntos se adentrarán en el lado sobrenatural de Gotham para encontrar al asesino.